# Air Doll
Air doll (空気人形, Kūki Ningyō) és una pel·lícula dramàtica japonesa dirigida per Hirokazu Koreeda i estrenada en 2009. Es basa en la sèrie de manga homònima de Yoshiie Gōda que va ser serialitzada en la revista de manga de gènere seinen Big Comic Original, i tracta sobre una nina sexual inflable que desenvolupa consciència pròpia i s'enamora d'un home. La pel·lícula va debutar en la secció Un Certain Regard al 62è Festival Internacional de Cinema de Canes. Es va estrenar als cinemes japonesos el 26 de setembre de 2009. Ha estat doblada al català.
Segons el director Koreeda, la pel·lícula tracta sobre la solitud de la vida urbana i la pregunta de què significa ésser humà.

## Argument
Hideo és un home de mitjana edat viu només amb una nina inflable a la que anomena Nozomi (Bae Doona). La nina és la seva companya més pròxima; ell la vesteix, parla amb ella durant el sopar, la porta a passejar en una cadira de rodes i manté relacions sexuals amb ella. Mentre Hideo està treballant, Nozomi sobtadament cobra vida. Ella es vesteix amb el seu vestit de minyona i explora el món fora del seu apartament amb sorpresa. Eventualment pren un treball en una botiga de vídeos i s'involucra sentimentalment amb un dels empleats, Jun'ichi (Arata Iura). Quan accidentalment es talla i es desinfla, Junichi repara la fuita amb cinta adhesiva i la torna a inflar. Un dia, Hideo visita la botiga; ella l'atén, avergonyida, però ell no la reconeix. El seu cap suposa que Hideo és el seu xicot i que està enganyant a Jun'ichi. Nozomi li permet tenir relacions sexuals amb ella a canvi del seu silenci. A la seva casa, Hideo descobreix que Nozomi ja no és una nina. Ell li demana que torni a la seva forma inerta, ja que considera les relacions humanes com a "molestes". Ferida, ella fuig d'ell. Nozomi va a la fàbrica on va ser creada i coneix al seu creador. Ell li diu que ell creu que totes les nines tenen un cor, ja que quan són retornades ell pot veure en els seus rostres el tipus de tractament que van rebre dels seus amos. Quan ella pregunta què succeeix amb les nines usades, ell diu que les tira a les escombraries.
Nozomi li diu a Jun'ichi que farà el que vulgui per ell. Ell li demana que deixi anar el seu aire i el deixi tornar-la a inflar com va fer a la botiga de vídeos. Després, mentre dorm, ella intenta tornar el favor; al no trobar un tap, el talla amb unes tisores i intenta detenir el flux de sang amb cinta adhesiva. Jun'ichi mor i ella deixa tira el seu cos a les escombraries. Amb el cor trencat, ella treu la cinta que segella la seva pròpia ferida i es deixa desinflar lentament, per a ser recollida amb les escombraries.

## Repartiment

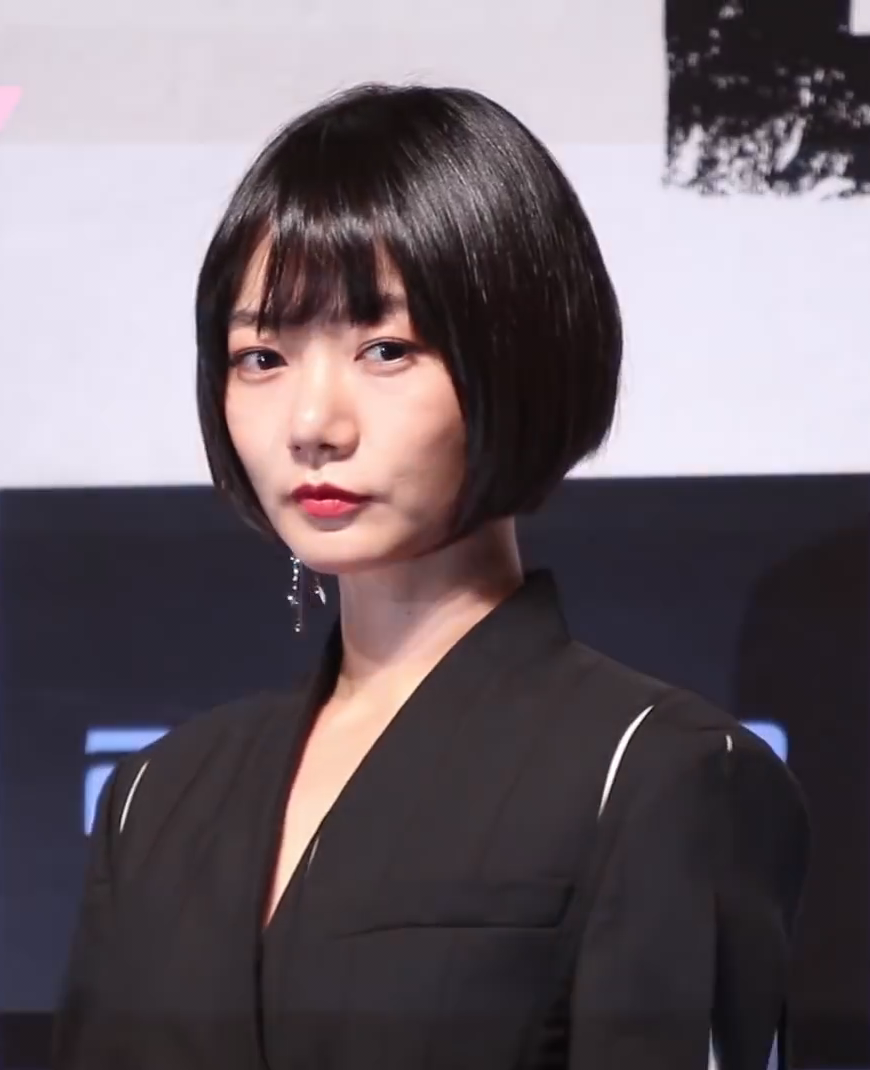
Bae Doona, protagonista de la pel·lícula.

- Bae Doona com Nozomi.
- Arata Iura com Jun'ichi.
- Itsuji Itao com Hideo.
- Joe Odagiri com Sonoda.
- Sumiko Fuji com Chiyoko.
- Masaya Takahashi com Keiichi.
- Susumu Terajima com Todoroki.
- Kimiko Yo com Yoshiko.

## Recepció
Air Doll va rebre reaccions mixtes dels crítics. El lloc web d'agregació de crítiques Rotten Tomatoes informa que el 43% de 21 crítics professionals van fer a la pel·lícula una puntuació positiva.
La reacció durant el debut de la pel·lícula a Canes va ser igualment mixta, amb els crítics elogiant l'actuació de Bae Doona, però criticant la durada de la pel·lícula i la falta de substància. Dan Fainaru de Screen International va descriure la pel·lícula com un "nucli narratiu bastant prim" i l'enfocament del seu director com a "massa difús", però va concloure que podria ser "un treball agradable" en les condicions adequades. Escrivint per Variety, Dan Ellery va dir que la pel·lícula tindria potencial si es tallés fins a quedar en uns 90 minuts, però que "en la seva forma actual, la pel·lícula podria no arribar molt més lluny que el purgatori dels festivals". Per contra, Maggie Lee de The Hollywood Reporter va descriure el film com "una meditació dolorosament bella sobre la solitud i l'anhel a la ciutat" i va suggerir que els seus temes atraurien particularment a les audiències femenines.
Air Doll va ser una de les cinc pel·lícules elogiades per David Ehrlich en la seva contribució a la llista de IndieWire de 2018 de les millors pel·lícules japoneses del segle xxi, amb les altres ser El viatge de Chihiro (2001), Millennium Actress (2001), Dare mo Shiranai (2004), i Linda Linda Linda (2005). Ehrlich va descriure Air Doll com a "criminalment poc visat".